# Република Конго на Светском првенству у атлетици на отвореном 2019.
Република Конго је учествовала на 17. Светском првенству у атлетици на отвореном 2019. одржаном у Дохи од 27. септембра до 6. октобра тринаести пут. Репрезентацију Конга представљала су 2 такмичара (1 мушкарац и 1 жена) који су се такмичили 2 дисциплине (1 мушка и 1 женска)., 
На овом првенству представници Конга нису освојили ниједну медаљу нити је оборен неки рекорд.

## Учесници
| Мушкарци: - Франк Елемба — Бацање кугле | Жене: - Наташа Нгоје Акамаби — 200 м |

## Резултати

### Мушкарци
| Атлетичар    | Дисциплина   | Лични рекорд | Квалификације | Квалификације | Финале               | Финале      | Детаљи |
| Атлетичар    | Дисциплина   | Лични рекорд | Резултат      | Место         | Резултат             | Место       | Детаљи |
| ------------ | ------------ | ------------ | ------------- | ------------- | -------------------- | ----------- | ------ |
| Франк Елемба | Бацање кугле | 21,20 НР     | 19,76 ЛРС     | 15. у гр. Б   | Није се квалификовао | 29/ 34 (35) |        |

### Жене
| Атлетичарка          | Дисциплина | Лични рекорд | Квалификације    | Квалификације    | Полуфинале            | Полуфинале            | Финале                | Финале                | Детаљи |
| Атлетичарка          | Дисциплина | Лични рекорд | Резултат         | Место            | Резултат              | Место                 | Резултат              | Место                 | Детаљи |
| -------------------- | ---------- | ------------ | ---------------- | ---------------- | --------------------- | --------------------- | --------------------- | --------------------- | ------ |
| Наташа Нгоје Акамаби | 200 м      | 23,04        | Дисквалификована | Дисквалификована | Није се квалификовала | Није се квалификовала | Није се квалификовала | Није се квалификовала |        |